# Сидак, Ростислав Никитович
Ростислав Никитович Сидак — советский хозяйственный и политический деятель.

## Биография
Родился в 1921 году в селе Городище. Член КПСС.
Участник советско-финской и Великой Отечественной войны:
Окончил Сельскохозяйственную академию им. К. А. Тимирязева.
В 1947—1980 гг. — младший научный сотрудник, старший научный сотрудник, директор Льговской опытно-селекционной станции Курской области, начальник Курского областного управления сельского хозяйства, первый заместитель, заместитель министра сельского хозяйства СССР, советник Посольства СССР в Болгарии.
Избирался депутатом Верховного Совета СССР 6-го созыва. Делегат XXII съезда КПСС.
Умер в 1995 году в Москве, похоронен на Кунцевском кладбище.

## Награды
- Орден Ленина (27.08.1971)
- Орден Отечественной войны I степени
- Орден Трудового Красного Знамени (1958)
- Орден Красной Звезды